# 未確認動物
未確認動物（みかくにんどうぶつ）または未確認生物（みかくにんせいぶつ）とは、目撃例や伝聞による情報はあるが、実在が確認されていない生物のことである。日本ではUMA （ユーマ, Unidentified Mysterious Animal）とも呼ばれるが、これは日本人による造語。英語ではCryptid （クリプティッド）と呼ばれ、これを研究する学問はCryptozoology（隠棲動物学）と呼ばれる。オカルトに分類されることもある。

## 呼称
UMAという呼称は、英語で「謎の未確認動物」を意味する Unidentified Mysterious Animal （和製英語）の頭文字をとったものである。實吉達郎に依頼された1976年当時の『SFマガジン』編集長の森優（後の超常現象研究家の南山宏）が、UFO（Unidentified Flying Object）を参考に考案したものであり、初出は、實吉達郎の『UMA―謎の未確認動物』（1976年、スポーツニッポン新聞社出版局）であるという。ただし、森優本人はこれを和製英語だとして用いなかった。